# Romain Maes
Romain Maes (Zerkegem, 10 de agosto de 1912 - Groot-Bijgaarden, 22 de fevereiro de 1983) é um ciclista belga, que venceu o Tour de France 1935.
Maes também participou das edições de 1934, 1936 e 1939 (onde ele ganhou uma etapa, mas não terminou a prova).

## Premiações
- 1933: Stekene
- 1934: Wevelgem
- 1935:
  - Paris - Lille
  - Tour de France:

 Vencedor geral
Vencedor das etapas 1, 11 e 21
- - Tournai
- 1936: Circuito de Paris
- 1939:
  - Omloop der Vlaamse Gewesten
  - Tour de France:

Vencedor da etapa 2A